# Billete de doscientos pesos mexicanos
El billete de doscientos pesos mexicanos, oficialmente llamado billete de 200 pesos de la familia G, es la tercera denominación más baja de peso mexicano de la familia de billetes que constituye actualmente el cono monetario. El anverso está dedicado al periodo de la Independencia y el reverso está dedicado al ecosistema de matorrales y desiertos.
El anverso, como motivo principal, tiene dos efigies: una de Miguel Hidalgo y Costilla, el "Padre de la Patria" y José María Morelos y Pavón, el
"Siervo de la Nación". A la izquierda de las efigies, tiene una viñeta de la Campana de Dolores, que fue utilizada para llamar al pueblo e iniciar el movimiento de independencia en la ciudad de Dolores Hidalgo, Guanajuato.
El reverso, como motivo principal, tiene un Águila Real mexicana, animal patrio de México y el fondo es una representación de la Reserva de la biosfera El Pinacate y Gran Desierto de Altar, nombrado como Patrimonio natural de la humanidad, ubicado en Sonora.
El color predominante de la denominación es el verde. El sustrato en el que está impreso es algodón. El nuevo billete mide 139 mm de largo x 65 mm de alto.
Este billete remplazó al anterior billete de 200 pesos el 2 de septiembre de 2019, como parte del proceso de la transición de la anterior familia de billetes (Denominada Tipo F) y la actual (Denominada Tipo G). Cabe destacar, que para el 2018, el billete de 200 pesos es el segundo billete más falsificado en el país, razón por la cual fue el segundo billete puesto en circulación de la nueva familia de billetes.

## Nueva familia de billetes
La Junta de Gobierno del Banco de México, en su sesión de mayo de 2013, autorizó a la DGE realizar los trabajos relacionados con el programa para diseñar, fabricar y emitir una nueva familia de billetes denominada «familia G», iniciando con el subproyecto denominado «Investigación de las características generales de los billetes, elementos de seguridad y lineamientos de diseño».
El programa de la nueva familia de billetes tiene los siguientes objetivos:
1. Sustituir la familia actual de billetes para incorporar medidas de seguridad que los hagan más seguros, dificultando su falsificación;
2. Incrementar su durabilidad a partir del sustrato en el que se impriman (papel o polímero);
3. e Incorporar elementos gráficos que representen de forma amplia y diversa al país.

El programa comprende varios subproyectos distribuidos en un periodo de 9 años (2013-2022), considerando la emisión de la primera denominación, 500 pesos, en el segundo semestre de 2018, y finalizando con la emisión del billete de 50 pesos en 2022. Cabe señalar que si bien incluye un subproyecto
para la denominación de 2000 pesos, ésta sólo se emitirá si se considera que dicho billete se requiere para satisfacer las necesidades de los usuarios.

## Diseño

### Anverso
Como motivo principal son las efigies de Miguel Hidalgo y Costilla, sacerdote y militar "Padre de la Patria" y José María Morelos y Pavón, sacerdote y militar "Siervo de la Nación"; indudablemente los dos principales personajes representantes de la etapa histórica.
La viñeta que acompaña las efigies es la representante del Esquilón San José, más conocido como la "Campana de Dolores", símbolo del inicio de la Guerra de Independencia, que actualmente se ubica en el balcón central del Palacio Nacional, en la Ciudad de México.
En la parte superior derecha del billete, aparece la denominación multicolor.
Debajo de la denominación multicolor y también debajo de la viñeta, están los dos folios en posiciones vertical y horizontal, respectivamente, siendo el segundo creciente y teniendo ambos como característica la integración de la serie y folio en un identificador único.
Entre el folio creciente y el grabado, se encuentran las firmas de un miembro de la Junta de Gobierno y del Cajero Principal del Banco de México.
En la esquina inferior izquierda está la denominación 200 pesos en un recuadro verde.
En la parte izquierda del billete hay un hilo dinámico en color azul con tres ventanas, así como una serie de barras que se desplazan.
La marca de agua se ubica a la derecha de las efigies de Hidalgo y Morelos, mostrando la Campana de Dolores y debajo, el número 200, ambos visibles a contraluz. En el billete se integra el monograma del Banco de México y a su derecha el texto “BANCO DE MÉXICO”, ambos sensibles al tacto, al igual que las efigies de los próceres, el texto “DOSCIENTOS PESOS” y las líneas que cruzan de izquierda a derecha la ventana inferior del hilo dinámico.
Los billetes que fueron impresos durante el 2019 cuentan con la leyenda “25 ANIVERSARIO DE LA AUTONOMÍA 1994-2019”, como motivo conmemorativo.

## Medidas de seguridad

### Denominación multicolor
Consiste en un numeral que contiene pequeños números en su interior, y cambia de color verde a azul al inclinar el billete. Tanto el numeral como los números al interior corresponden a la denominación del billete.

### Relieves sensibles al tacto
Algunos elementos del anverso de todos los billetes tienen relieves que se pueden percibir al tocarlos con la yema de los dedos. Cuando un billete está nuevo o con poco uso, el relieve se siente con mayor facilidad.

### Hilo dinámico

Hilo dinámico.

El hilo forma parte del papel de algodón desde su fabricación. Se compone de números y barras horizontales que se desplazan al mover el billete. Los números corresponden a la denominación del billete.

### Marca de agua
Consiste en una imagen que se forma en el papel de algodón durante su fabricación y que se puede ver por ambas caras del billete al observarlo a contraluz, apreciándose los detalles y tonalidades que la componen. En este billete la Marca de agua es la Campana de Dolores con el número 200 en la parte superior de la campana.

### Doble folio y Folio creciente
Este billete cuenta con dos folios (Una serie de números compuesta nueve signos alfanuméricos: dos letras y siete números), el primero ubicado debajo de las firmas por la zona de la viñeta y el segundo ubicado verticalmente en el lado derecho del billete; es importante que ambos folios sean el mismo porque si no es un billete falso.
Adicionalmente, el primer folio tiene la particularidad de ser "creciente", esto quiere decir que las primeras dos letras (Que marcan la serie del billete) le siguen los números que van creciendo de menor a mayor, de tal forma que el último dígito del folio (el séptimo número) es del mismo tamaño que las primeras dos letras.

### Fondos lineales
El anverso y reverso de todos los billetes tienen figuras formadas por líneas de colores, con las cuales se obtienen los colores predominantes del billete. Estas figuras son difíciles de imitar con impresoras o fotocopiadoras, ya que al hacerlo se obtienen imágenes a base de puntos y no de líneas. Para observarlas mejor, se recomienda usar un lente de aumento.

## Historia de los Billetes de 200
Los billetes de 200 pesos se emitieron en los tipos C, D, D1 y F con la efigie de Sor Juana Inés de la Cruz, además del billete conmemorativo de 200 años de independencia de México, correspondiente al tipo F1.

### Tipo F
| Valor | Anverso | Anverso | Reverso | Reverso | Colores predominante | Colores predominante | Colores predominante | Dimensiones | Material         | Fecha de circulación                            | Estado actual  |
| Valor | Imagen  | Descripción | Imagen  | Descripción | Colores predominante | Colores predominante | Colores predominante | Dimensiones | Material         | Fecha de circulación                            | Estado actual  |
| ----- | ------- | --- | ------- | --- | -------------------- | -------------------- | -------------------- | ----------- | ---------------- | ----------------------------------------------- | -------------- |
| $200  |         | Efigie: Sor Juana Inés de la Cruz. Viñeta: Composición conformada por un libro de poesía abierto, un tintero con dos plumas y al fondo una ventana y un librero. |         | Hacienda de Panoayan acompañada de un relieve de la pila bautismal del templo de San Vicente Ferrer en Chimalhuacán, Estado de México. Al fondo, los volcanes Popocatépetl e Iztaccíhuatl. | Verde                |                      |                      | 141 × 66 mm | Papel de Algodón | 8 de septiembre de 2008-2 de septiembre de 2019 | En circulación |